# Tiger Rag/Nobody's Sweethear
Tiger Rag/Nobody's Sweethear è un singolo dei Mills Brothers pubblicato a novembre 1931 dall'etichetta Brunswick su 78 giri.
Il disco raggiunse la prima posizione delle classifiche negli Stati Uniti d'America
Tiger Rag è la cover del brano strumentale di Nick La Rocca con un testo scritto da Harry DeCosta; Nobody's Sweetheart è una canzone scritta da Billy Meyers e Elmer Schoebel per il testo e da Gus Kahn e Ernie Erdman per la musica. I due brani vennero registrati con l'accompagnamento musicale dei Novelty Quartet nel 1924 per Isham Jones.

## Tracce
1. Tiger Rag
2. Nobody's Sweetheart